# Jeff Bean
Jeff Bean (Ottawa, 11 de enero de 1977) es un deportista canadiense que compitió en esquí acrobático, especialista en la prueba de salto aéreo.
Ganó una medalla de plata en el Campeonato Mundial de Esquí Acrobático de 2005. Participó en tres Juegos Olímpicos de Invierno, entre los años 1998 y 2006, ocupando el cuarto lugar en Salt Lake City 2002, en su especialidad.

## Medallero internacional
| Campeonato Mundial | Campeonato Mundial | Campeonato Mundial | Campeonato Mundial |
| Año                | Lugar              | Medalla            | Competición        |
| ------------------ | ------------------ | ------------------ | ------------------ |
| 2005               | Ruka (Finlandia)   | Medalla de plata   | Salto aéreo        |